# 阿格斯山
68°53′S 63°52′W / 68.883°S 63.867°W
阿格斯山（英語：Mount Argus），是南極洲的山峰，位於帕爾默地東北部，處於米勒角西北面18公里，由3座山峰組成，最高點海拔高度1,220米，在1940年9月28日由美國研究隊拍攝空中照片，現時由南極條約體系管理。